# 丸山台 (和光市)
丸山台（まるやまだい）は、埼玉県和光市の町名である。現行行政地名は丸山台一丁目から三丁目である。郵便番号は351-0112である。

## 地理
埼玉県和光市の中央部に位置する。東武鉄道東武東上線・東京メトロ有楽町線、副都心線の和光市駅のすぐ東にあり、宅地化が進んでいる。

## 歴史
かつては白子村と下新倉村の一部であった。

### 沿革
- 1970年（昭和45年）10月31日 - 大和町が市制を施行したのに伴い名称変更をし、和光市の町名となる。

## 世帯数と人口
2023年（令和5年）9月1日現在の世帯数と人口は以下の通りである。
| 丁目         | 世帯数    | 人口    |
| ------------ | --------- | ------- |
| 丸山台一丁目 | 682世帯   | 1089人  |
| 丸山台二丁目 | 2,117世帯 | 3,915人 |
| 丸山台三丁目 | 932世帯   | 1,096人 |
| 計           | 3,731世帯 | 7,215人 |

## 小・中学校の学区
市立の小学校・中学校に通う場合、学区は以下の通りとなる。
| 丁目         | 番地 | 小学校             | 中学校             |
| ------------ | ---- | ------------------ | ------------------ |
| 丸山台一丁目 | 全域 | 和光市立第三小学校 | 和光市立第二中学校 |
| 丸山台二丁目 | 全域 | 和光市立第三小学校 | 和光市立大和中学校 |
| 丸山台三丁目 | 全域 | 和光市立第三小学校 | 和光市立大和中学校 |

## 交通

### 道路
- 東京外環自動車道
  - 和光インターチェンジ
- 東京都道・埼玉県道68号練馬川口線（笹目通り）
- 埼玉県道109号新座和光線（川越街道）
- 埼玉県道88号和光インター線（ニホニウム通り）
- 農協通り

## 施設
- イトーヨーカドー 和光店
- 和光市立大和中学校
- ワンパク公園
- 緑の公園
- せせらぎ公園
- チビッコ公園
- 外環丸山台広場